# Sundhouse
Sundhouse é uma comuna francesa na região administrativa de Grande Leste, no departamento Baixo Reno. Estende-se por uma área de 15,8 km². Em 2010 a comuna tinha 1 841 habitantes (densidade: 116,5 hab./km²).